# Чарлі Скотт (баскетболіст)
Чарлі Скотт (англ. Charlie Scott, 15 грудня 1948) — американський баскетболіст.
Олімпійський чемпіон 1968 року.